# Khosro Heydari
Khosro Heydari, född 14 september 1983 i Teheran, är en iransk fotbollsspelare som sedan 2011 spelar för Esteghlal. Han spelar sedan 2007 även i Irans landslag.
På klubblagsnivå har han spelat för Abo Moslem, Paykan, Pas Teheran, Esteghlal och Sepahan. Han har vunnit Iran Pro League tre gånger; två med Esteghlal och en med Sepahan.
För Irans landslag var han med U23-landslaget och spelade Asiatiska spelen 2006. För A-landslaget gjorde Heydari debut under 2007 i en match mot Palestina. Heydari var uttagen till VM 2014, där han deltog i Irans samtliga tre gruppspelsmatcher.

## Meriter
Esteghlal
- Iran Pro League: 2009, 2013
- Hazfi Cup: 2012

Sepahan
- Iran Pro League: 2011